# Орден «За заслуги перед Республикой Татарстан»
Орден «За заслуги перед Республикой Татарстан» (тат. «Татарстан Республикасы алдындагы казанышлар өчен» ордены) — высшая государственная награда Республики Татарстан, учреждённая 24 марта 2004 года и вручаемая Главою Республики Татарстан.

## История
Орден «За заслуги перед Республикой Татарстан» учреждён Законом Республики Татарстан от 24 марта 2004 года, принятым Государственным советом Республики Татарстан за подписью президента Республики Татарстан М. Ш. Шаймиева. Внешний вид ордена был установлен указом президента от 16 июня 2004 года, с поправками от 25 ноября того же года. Автором дизайна ордена является художник Г. Л. Эйдинов. Орденом за номером № 1 указом от 11 февраля 2005 года был награждён певец И. Г. Шакиров. По состоянию на 2020 год, орденом награждено более 240 человек, а также пять организаций и один муниципальный район, например, Казанский университет, Казанский научный центр РАН, Кукморский муниципальный район.

## Статут
Орден «За заслуги перед Республикой Татарстан» является высшей государственной наградой Татарстана. Им награждаются граждане Российской Федерации, иностранные граждане и лица без гражданства, а также муниципальные образования Республики Татарстан, организации и их подразделения, кроме государственных органов и органов местного самоуправления. Орден вручается гражданам «за особо выдающиеся заслуги в развитии государственности Республики Татарстан, обеспечении прав и свобод граждан, развитии экономики, культуры, науки, образования, здравоохранения, искусства и спорта, за проявленные отвагу и мужество при охране общественного порядка», а муниципальным образованиям и организациям — «за особо выдающиеся заслуги в развитии экономики, культуры, науки, образования, здравоохранения, искусства, спорта и других сфер трудовой деятельности, в укреплении обороноспособности страны и охраны правопорядка».
Граждане, представленные к награждению орденом «За заслуги перед Республикой Татарстан», должны, «как правило», являться кавалерами медали ордена «За заслуги перед Республикой Татарстан». Нижестоящей по отношению к ордену наградой является орден «Дуслык», учреждённый 25 апреля 2015 года. Орден носится на левой стороне груди, после орденов и медалей Российской Федерации и СССР. Для повседневного ношения ордена предназначена орденская планка, причём одновременное ношение ордена вместе с орденской планкой не допускается. Орденская планка также носится на левой стороне груди и располагается после наград СССР и РФ. Для награждённых орденом организаций тот располагается на знамени, при наличии такового. Муниципальным образованиям Республики Татарстан, организациям и их подразделениям орден вручается вместе со специальным знаменем с изображением ордена.
Награждение орденом производится указом раиса Республики Татарстан по решению соответствующей комиссии по государственным наградам, официальное сообщение о награждении публикуется в газете «Республика Татарстан». Вручение ордена производится раисом или другими должностными лицами по его поручению на соответствующей торжественной церемонии. Награждение может быть произведено посмертно. В таком случае, а также по причине смерти награждённого до вручения, орден передаётся его родственникам на память. Лицам, удостоенным ордена, предоставляется ежемесячная денежная выплата в размере 505 рублей, субсидии в размере 100 процентов расходов по оплате жилья и коммунальных услуг, в том числе телефонной связи, радио, коллективной антенны, а также бесплатное зубо- и слухопротезирование.

## Описание

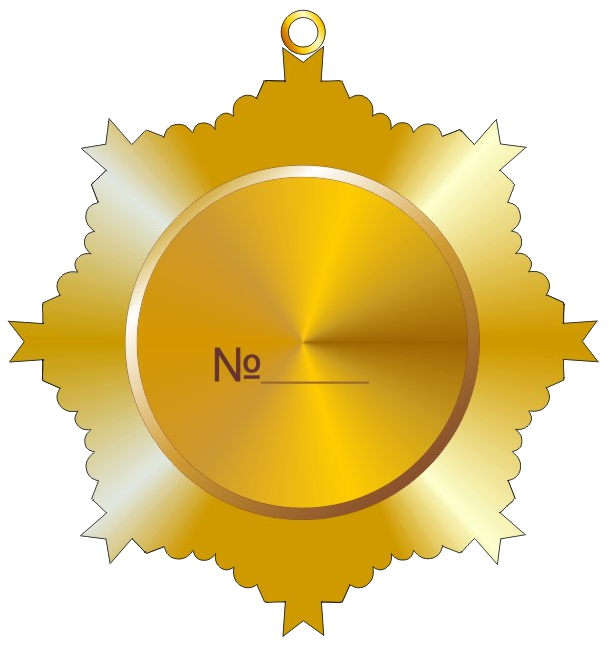
Реверс знака ордена

Знак ордена «За заслуги перед Республикой Татарстан» изготовлен из серебра 925-й пробы и представляет собой восьмилучевую серебряную звезду с попеременно золочёными и серебряными лучами с полированными гранями. Расстояние между противоположными лучами составляет 50 миллиметров. На аверсе знака в центре звезды расположен круглый позолоченный медальон диаметром 20 мм с изображением барса, который по окружности обрамлён изображением татарского народного орнамента на зелёном эмалевом фоне, а в основании помещена надпись «ТАТАРСТАН». На реверсе знака в центре звезды располагается номер ордена. До ноября 2004 года надпись с текстом «ТАТАРСТАН РЕСПУБЛИКАСЫ КАРШЫНДАГЫ КАЗАНЫШЛАРЫ ӨЧЕН» была помещена между двумя выпуклыми канатами.
При помощи декоративного ушка в виде тюльпана и кольца знак соединён с пятиугольной колодкой, обтянутой шёлковой муаровой лентой зелёно-бело-красного цвета в форме государственного флага Республики Татарстан. Ширина ленты составляет 24 миллиметра, ширина зелёной и красной полос — 11 мм, ширина белой полосы — 2 мм. Орденская планка представляет собой прямоугольную колодку размерами 10 на 24 мм, обтянутую муаровой лентой, идентичной ленте колодки самого ордена. В центре ленты расположено изображение позолоченного тюльпана. Ширина красной и зелёной полос составляет 11 мм, белой полосы — 2 мм. До ноября 2004 года ширина зелёной и красной полос ленты составляла 10 мм.